# サンデースクランブル
『サンデー!スクランブル』（英称：Sunday! Scramble）は、テレビ朝日系列（一部系列局を除く）で2005年（平成17年）1月9日より2016年（平成28年）3月27日まで毎週日曜日の昼に生放送されていたワイドショー・情報番組であり、平日に放送されている『ワイド!スクランブル』の日曜版である。番組内のタイトルロゴ表記は『サンデー!スクランブル』である。なお、番組開始当初のタイトルロゴ表記は『Sunday!スクランブル』であった。

## 概要
内容は親番組の『ワイド!スクランブル』（以下、平日版）とそれほど変わらない。初代男性キャスターの佐々木正洋は平日版にも出演していた（当番組出演開始に伴い金曜日は出演取り止め）。また、新聞での番組表の表記も平日版と同じ「スクランブル」となっていたが、2014年1月12日から「サンスク」に改められた、佐々木が平日版で担当している「夕刊キャッチUP」同様の新聞記事紹介コーナーも企画した。キャッチフレーズは「土日も休まず、世の中を追いかけます!」。
2005年10月から2008年9月まで関東のみ『ANNニュース』を一旦中断扱いで放送していた。ANNニュースのオープニングはスタジオ映像に右上ロゴ表示の短いバージョンに変更され、音楽も独自の物になった。11時55分20秒に流れるローカル枠切り替え時のジングルは、『サンデースクランブル』のジングルが流れ、『サンデースクランブル』としては未ネットの局にも流れた。
2010年4月4日放送分より地上アナログ放送でもモノステレオ放送を開始。
2011年10月2日から、2代目女性キャスターの長野智子が当番組の前の時間帯（日曜日午前10:00 - 11:45）に始まった『報道ステーション SUNDAY』に出演するようになったことを機に、同年7月より平日版金曜日の出演を再開していた佐々木も、長野と共に交代。後任として共にテレビ朝日アナウンサーの下平さやか（土曜版『サタデースクランブル』初代女性キャスター）と小木逸平（当時平日版元コーナーレギュラー、2015年4月から司会で復帰）が起用された。またテレビ朝日では番組開始時間が再び11:45となり『ANNニュース』を内包する形で放送され、スタジオセット及びテーマ曲が更新された。
2012年4月1日から、タイトルロゴ表記が『Sunday!スクランブル』から『サンデー!スクランブル』に変更された。
2015年4月5日から、2代目男性キャスターの小木逸平が親番組である『ワイド!スクランブル』の第2部のMCとして出演するため、番組を降板したが、3代目女性キャスターの下平さやかは続投。なお小木の後任として『ワイド!スクランブル』内の『ANN NEWS』のキャスターだった平石直之が起用された。また、スタジオセットが『モーニングバード!』（現在の『羽鳥慎一モーニングショー』）と同一のセットで放送することになった。
さらに2015年度になると、それまで行われなかった第1部の前倒し・拡大をしばしば実施するようになった。同年6月21日は、『第115回全米オープンゴルフ第3日』（8:00 - 11:00）中継終了後、『美女たちの日曜日』（通常時は10:00 - 11:45）を休止とし、第1部を通常より45分早い11:00から放送開始するが、11:45 - 11:50にローカル枠の設定がなされた。同年8月2日には、本番組の前番組『さんぽサンデー』（通常時は10:00 - 11:45）を11:15で早終了とし、第1部を通常より30分早い11:15から放送開始したが、11:45 - 11:50にローカル枠の設定がなされた。この日に限り、ネットワークセールス枠である『さんぽサンデー』の枠を一部カットして第1部を拡大放送とした都合上、第1部はネットワークセールス枠となったため、系列としてのフルネット全24局ネットとなった。
2016年3月27日をもって、本番組は終了した。後番組は月曜日のネオバラエティ枠から枠移動した『ビートたけしのTVタックル』。
当番組の一部スタッフは、同年4月から『スポーツサンデー』を担当することになった。

### 変遷
| 期間       | 期間       | 番組のタイトルロゴ表記 | 放送時間（JST）              |
| ---------- | ---------- | ---------------------- | ---------------------------- |
| 2005.01.09 | 2005.09.25 | Sunday!スクランブル    | 日曜日 12:00 - 12:55（55分） |
| 2005.10.02 | 2008.09.28 | Sunday!スクランブル    | 日曜日 11:45 - 12:55（70分） |
| 2008.10.05 | 2011.09.25 | Sunday!スクランブル    | 日曜日 12:00 - 12:55（55分） |
| 2011.10.02 | 2012.03.25 | Sunday!スクランブル    | 日曜日 11:45 - 12:55（70分） |
| 2012.04.01 | 2016.03.27 | サンデー!スクランブル  | 日曜日 11:45 - 12:55（70分） |

## 出演者
| 期間 | 期間       | 男性メインキャスター | 女性メインキャスター | コメンテーター        |
| --- | ---------- | -------------------- | -------------------- | --------------------- |
| 2005.1.9 | 2006.3.26  | 佐々木正洋           | 丸川珠代             | テリー伊藤 黒鉄ヒロシ |
| 2006.4.2 | 2011.9.25  | 佐々木正洋           | 長野智子             | テリー伊藤 黒鉄ヒロシ |
| 2011.10.2 | 2014.3.30  | 小木逸平             | 下平さやか           | テリー伊藤 黒鉄ヒロシ |
| 2014.4.6 | 2015.3.29  | 小木逸平             | 下平さやか           | 黒鉄ヒロシ            |
| 2015.4.5 | 2016.03.27 | 平石直之             | 下平さやか           | 黒鉄ヒロシ            |
| - メインキャスターは長野以外はいずれも出演時点ではテレビ朝日アナウンサー。 - 長野は『報道ステーション』などの取材のため番組を欠席することがあった。 2011年10月からは前座番組『報道ステーション SUNDAY』に出演するため同年9月25日を以て降板。 - テリーは本番組の約30分前まで『サンデージャポン』（TBS）にも生出演しており、ぎりぎりで駆けつけていた。 2010年7月よりニッポン放送で13時から『テリー伊藤 サンデーのってけラジオ』が放送されているが、 収録番組であるため引き続き出演していた。2014年3月30日を以って降板。 - 丸川は2006年春より『ワイド!スクランブル・第1部』内の『ANNニュース』担当となったため降板。 - 2014年4月6日以降、コメンテーターは黒鉄の他、ゲストコメンテーターが1人出演する。 |            |                      |                      |                       |

リポーター
- 草薙和輝（テレビ朝日アナウンサー）※スタジオプレゼン（現場の取材やリポートも担当していた）
- 立花裕人（元『スーパーモーニング』リポーター）
- 村本秀岳

ナレーター
- 小林清志

※まれに小林が出演できない場合、岡部政明が代役を務める。また以前は政宗一成が担当していた。
- 柴山平和（『ワイド!スクランブル』も担当）

### 過去の出演者
コメンテーター
- テリー伊藤（2005年1月9日 - 2014年3月30日）
- 真野響子

リポーター
- 打上順子
- 佐々木亮太（テレビ朝日アナウンサー）
- 川越こず恵
- 海附雅美
- 平松真奈美
- 上宮菜々子（テレビ朝日アナウンサー）
- 野村真季（テレビ朝日アナウンサー）

## コーナー
- 黒鉄ヒロシの千思万考 - 番組終盤のコラムコーナー。黒鉄が自筆イラストを交えながら語る。

### 過去にあったコーナー
- Sunday!キャッチUP
- 芸能一徹
- サンデーeye

## テーマ曲
| 期間                          | オープニング曲                        | エンディング曲                        |
| ----------------------------- | ------------------------------------- | ------------------------------------- |
| 2005年1月9日 - 2006年12月     | 「Eternal Wind」（川瀬智 with ZETKI） | 「Eternal Wind」（川瀬智 with ZETKI） |
| 2007年1月 - 2011年9月25日     | 「Passion」（TRIX）                   | 「Passion」（TRIX）                   |
| 2011年10月2日 - 2012年3月25日 | 「Sence of Touch」（DIMENSION）       | 「Green Days」（DIMENSION）           |
| 2012年4月1日 - 2015年3月29日  | 「Cheer Up!」（T-SQUARE）             | 「Cheer Up!」（T-SQUARE）             |
| 2015年4月5日 - 2016年3月27日  | 「Wonderful Days」（石渡裕貴）        | 「Our Plans」（星野純一）             |

## ネット局
ネット局に関して、関西などでは腸捻転解消後の1975年4月6日から続くコメディ番組、東北・九州地区はブロックネット番組枠、他のネット局は他局の番組購入（アニメも含む）や再放送枠に充てており、開始当初は山口朝日放送しかネットしなかった。東北地区がブロックネット番組枠から当番組ネットへ変更するなど、ネット局は着実に増えているが、最後まで完全な全国ネット番組となることはなかった。名古屋テレビのように朝日放送（現：朝日放送テレビ）の日曜笑劇場から鞍替えする局もあった。
ネット開始後短期間で打ち切った局や、ネットしている局でも打ち切り・再開を繰り返している局もあった。
ただし、11:50 - 12:00は『ANNニュース』によって一旦中断扱いとなっていた（ただし、11:58:55以降は事実上本番組第2部の前倒し部分となっていた）。なおANNニュースの中CM前（実質的に全国ネットニュースのエンディング）ではサンデースクランブルのジングルが使用された。
- ○印…同時フルネット
- ×印…非ネット
- ※印…『ANNニュース』のローカルニュース枠（11:58:55 - 12:00）において、ローカルニュースを放送せず、テレビ朝日からの内容をそのまま放送していた局。

| 放送対象地域 | 放送局                | 系列           | 第1部 11:45 - 11:50 | 第2部 12:00 - 12:55 | 放送開始日    | 備考・脚注  |
| ------------ | --------------------- | -------------- | ------------------- | ------------------- | ------------- | ----------- |
| 関東広域圏   | テレビ朝日 【制作局】 | テレビ朝日系列 | ○                   | ○                   | 2005年1月9日  |             |
| 北海道       | 北海道テレビ          | テレビ朝日系列 | ×                   | ○                   | 2005年4月10日 | [ 注釈 5 ]  |
| 青森県       | 青森朝日放送          | テレビ朝日系列 | ×                   | ○                   | 2005年4月3日  | [ 注釈 6 ]  |
| 岩手県       | 岩手朝日テレビ※       | テレビ朝日系列 | ×                   | ○                   | 2009年4月5日  |             |
| 宮城県       | 東日本放送※           | テレビ朝日系列 | ×                   | ○                   | 2011年3月20日 | [ 注釈 7 ]  |
| 秋田県       | 秋田朝日放送          | テレビ朝日系列 | ×                   | ○                   | 2008年4月6日  |             |
| 山形県       | 山形テレビ            | テレビ朝日系列 | ×                   | ○                   | 2005年4月3日  |             |
| 長野県       | 長野朝日放送          | テレビ朝日系列 | ×                   | ○                   | 2013年10月6日 | [ 注釈 8 ]  |
| 新潟県       | 新潟テレビ21※         | テレビ朝日系列 | ×                   | ○                   | 2005年4月3日  |             |
| 中京広域圏   | 名古屋テレビ※         | テレビ朝日系列 | ×                   | ○                   | 2014年4月6日  | [ 注釈 9 ]  |
| 静岡県       | 静岡朝日テレビ        | テレビ朝日系列 | ×                   | ○                   | 2011年1月9日  | [ 注釈 10 ] |
| 石川県       | 北陸朝日放送          | テレビ朝日系列 | ×                   | ○                   | 2005年10月9日 |             |
| 愛媛県       | 愛媛朝日テレビ        | テレビ朝日系列 | ×                   | ○                   | 2013年7月7日  | [ 注釈 11 ] |
| 鹿児島県     | 鹿児島放送            | テレビ朝日系列 | ×                   | ○                   | 2012年4月1日  | [ 注釈 12 ] |

| 放送対象地域   | 放送局           | 系列           | 放送期間                                                     | 備考・脚注  |
| -------------- | ---------------- | -------------- | ------------------------------------------------------------ | ----------- |
| 福島県         | 福島放送         | テレビ朝日系列 | 2005年4月 - 2008年9月 2011年3月 - 5月 2011年10月 - 2012年9月 |             |
| 広島県         | 広島ホームテレビ | テレビ朝日系列 | 2005年3月13日 - 2015年3月29日                                | [ 注釈 13 ] |
| 山口県         | 山口朝日放送     | テレビ朝日系列 | 2005年1月9日 - 2013年3月31日                                 |             |
| 香川県・岡山県 | 瀬戸内海放送     | テレビ朝日系列 | 2010年7月 - 2011年3月                                        |             |
| 熊本県         | 熊本朝日放送     | テレビ朝日系列 | 2012年4月1日 - 2014年3月30日                                 |             |
| 沖縄県         | 琉球朝日放送     | テレビ朝日系列 | 2007年7月 - 2011年11月                                       |             |